# Constanze Moser-Scandolo
Constanze Moser-Scandolo (Weimar,4 juli 1965) is een schaatsster uit Oost-Duitsland.

## Resultaten

### Wereldkampioenschappen
| Jaar          | Plaats      | Resultaten  |
| ------------- | ----------- | ----------- |
| 1988 Allround | Skien       | 7e Allround |
| 1989 Allround | Lake Placid | Allround    |
| 1990 Allround | Calgary     | Allround    |

### Wereldbeker
| Seizoen   | 500 m | 1000 m | 1500 m | 3000 m & 5000 m |
| --------- | ----- | ------ | ------ | --------------- |
| 1986/1987 | 22e   | 13e    | -      | -               |
| 1987/1988 | 17e   | 12e    | 10e    | -               |
| 1988/1989 | 10e   | Brons  | Goud   | Brons           |
| 1989/1990 | 39e   | 39e    | Zilver | 4e              |

#### Wereldbeker medailles
| Datum            | Plaats       | Afstand | Medaille |
| ---------------- | ------------ | ------- | -------- |
| 30 november 1986 | West-Berlijn | 1000 m  | Brons    |
| 21 november 1987 | Oost-Berlijn | 1500 m  | Zilver   |
| 27 november 1988 | Oost-Berlijn | 1000 m  | Brons    |
| 27 november 1988 | Oost-Berlijn | 3000 m  | Brons    |
| 9 februari 1989  | Butte        | 1500 m  | Goud     |
| 11 februari 1989 | Calgary      | 1500 m  | Goud     |
| 12 februari 1989 | Calgary      | 3000 m  | Zilver   |
| 10 maart 1989    | Inzell       | 1500 m  | Goud     |
| 11 maart 1989    | Inzell       | 1000 m  | Zilver   |
| 11 maart 1989    | Inzell       | 3000 m  | Brons    |
| 18 maart 1989    | Heerenveen   | 1000 m  | Brons    |
| 18 maart 1989    | Heerenveen   | 3000 m  | Brons    |
| 19 maart 1989    | Heerenveen   | 1500 m  | Goud     |
| 19 maart 1989    | Heerenveen   | 5000 m  | Brons    |
| 25 november 1989 | Oost-Berlijn | 1500 m  | Brons    |
| 26 november 1989 | Oost-Berlijn | 3000 m  | Brons    |
| 2 december 1989  | Den Haag     | 1500 m  | Goud     |
| 3 december 1989  | Den Haag     | 3000 m  | Zilver   |
| 15 februari 1990 | Butte        | 1500 m  | Zilver   |

### Europees kampioenschappen
| Jaar | Plaats       | Resultaten  |
| ---- | ------------ | ----------- |
| 1988 | Kongsberg    | 4e Allround |
| 1989 | West-Berlijn | Allround    |
| 1990 | Heerenveen   | 4e Allround |

### Duitse kampioenschappen
| Jaar | 500 m | 1000 m | 1500 m | 3000 m | 5000 m | Sprint | Allround |
| ---- | ----- | ------ | ------ | ------ | ------ | ------ | -------- |
| 1984 | 14e   | 8e     | 12e    | 8e     | -      | -      | -        |
| 1985 | 14e   | -      | -      | Brons  | 5e     | -      | -        |
| 1986 | 9e    | -      | 5e     | 6e     | 5e     | 6e     | Goud     |
| 1987 | 5e    | -      | 7e     | 6e     | 5e     | -      | -        |
| 1988 | 5e    | -      | Brons  | Brons  | Brons  | -      | -        |
| 1989 | 6e    | -      | Zilver | Brons  | Brons  | -      | Zilver   |
| 1990 | 7e    | -      | Zilver | Brons  | 5e     | -      | -        |

## Persoonlijke records
| Afstand    | Tijd    | Datum            | Baan    |
| ---------- | ------- | ---------------- | ------- |
| 500 meter  | 40,83   | 11 februari 1989 | Calgary |
| 1000 meter | 1.20,69 | 11 maart 1989    | Inzell  |
| 1500 meter | 2.02,65 | 11 februari 1989 | Calgary |
| 3000 meter | 4.18,68 | 12 februari 1989 | Calgary |
| 5000 meter | 7.29,88 | 10 februari 1989 | Calgary |